# 纲脉稷
纲脉稷（学名：Panicum luzonense），又名大罗湾草，为禾本科黍属下的一个种。

## 扩展阅读
- 維基物種上的相關：纲脉稷